# Металлург (футбольный клуб, Куйбышев)
«Металлург» — советский футбольный клуб из Куйбышева. Основан в 1954 году, как заводская команда при «Куйбышевском металлургическом заводе», который построил для команды в 1957 году стадион «Металлург» (вместимостью на тот момент 25 000 зрителей).

## История
Команда создана в 1954 году. Несколько лет выступала в чемпионатах города и области. В 1962 году выиграл все региональные соревнования и за высокие результаты получил право выступать в классе «Б».
5 мая 1963 «Металлург» дебютировал в чемпионатах страны в присутствии более 20 000 зрителей против команды «Труд» (Йошкар-Ола). Создав в первом тайме множество моментов у ворот гостей хозяева на 75 минуте упустили нападающего гостей Вячеслава Лосева и проиграли 0:1.
Первая победа была добыта 12 мая дома над «Прогрессом» из Зеленодольска (1:0). Первый гол «Металлурга» на счету Анатолия Каменева. Самая крупная победа в дебютном сезоне – 4:1 над салаватским «Химиком».
Итог дебютного сезона – 5 место среди 16 коллективов под руководством старшего тренера команды был Пётр Бурмистров.
Сезон 1964 года «Металлург» провел слабее, заняв только 15-е место из 16.
Сезон 1965 года команда провела под руководством нового старшего тренера Фёдора Новикова. Появились в составе вратарь Владимир Гуженков, защитники Владимир Гришин, Геннадий Бобылёв, Анатолий Тимофеев, полузащитник Анатолий Тыряткин, нападающий Виталий Максимов. Итогом стало 10-е место из 20 в зоне.
1966 год стал годом успеха молодого коллектива. «Металлург» стал победителем 3–ей зоны РСФСР. Старшему тренеру Ф.С. Новикову помогал Б.М. Спиркин. Появились в команде защитник Михаил Горкушенко, полузащитник Геннадий Зорькин, нападающие Арон Гирсон, Анатолий Чудинов. Как победитель зоны «Металлург» выступил в полуфинальном турнире чемпионата РСФСР в Калуге, где занял второе место вслед за хозяевами.
В 1967 году «Металлург» был третьим в третьей зоне РСФСР. Пришли в команду нападающие Виталий Чуваев, Анатолий Фетисов, Анатолий Казаков. В полуфинальном турнире чемпионата РСФСР в Липецке «Металлург» занял 3-е место из 6.
В 1968 году команда играла во второй группе класса «А». Пришли в команду защитник Николай Ермаков, Евгений Гецко, Игорь Королёв, нападающие Анатолий Кикин, Юрий Юткин, Александр Воронин. Команда сыграла неудачно, находясь в нижней части турнирной таблицы. С июля на посту старшего тренера Ф.С. Новикова сменил Альфред Фёдоров. Итогом стало 17-е место из 21.
Сезон 1969 года оказался успешным для «Металлурга», сыгравшего ярко, мощно, результативно. В команде появились Геннадий Платонов, Владимир Тебелев, Валерий Кораблёв, Юрий Голов. «Металлург» выиграл зональный турнир, в турнире за 1-12-е места во второй подгруппе «Металлург» занял 3-е место.
В 1969 году «Крылья Советов» покинули Высшую лигу и на следующий сезон обе команды должны были играть в одном турнире. Но зимой 1970 года «Металлург» расформировали, стадион и часть игроков (Воронин, Гецко, Зинченко, Зуев, Кобыльсков, Кораблёв, Платонов, Юткин) передали «Крыльям». Футболисты не попавшие в состав (Горшков, Гуженков, Ермаков, Кикин, Соколов, Тебелев, Шурупов) во главе с тренером Альфредом Фёдоровым стали основой нового клуба «Торпедо» из Тольятти.

## Достижения
Чемпионат СССР по футболу
- 3 место (в турнире за 1-12 места 2 подгруппы второй группы класса «А» 1969 год)

Кубок СССР по футболу
- 1/128 финала (1967/1968, 1969).

Чемпионат Куйбышевской области по футболу
- чемпион: 1962
- вице–чемпион: 1961

выступления в первенствах СССР
Суммарные итоги выступлений куйбышевского «Металлурга» в чемпионатах страны 252 игры: 106 побед и 65 ничьих при разнице мячей 309-239.
| Сезон | Дивизион             | Зона                | Место | Игр | Выигрыши | Ничьи | Поражения | Разница мячей | Очки |
| ----- | -------------------- | ------------------- | ----- | --- | -------- | ----- | --------- | ------------- | ---- |
| 1963  | класс «Б»            | 4 зона РСФСР        | 5     | 30  | 15       | 7     | 8         | 31-27         | 37   |
| 1964  | класс «Б»            | 3 зона РСФСР        | 15    | 30  | 6        | 8     | 16        | 15-35         | 20   |
| 1965  | класс «Б»            | 3 зона РСФСР        | 10    | 38  | 15       | 8     | 15        | 42-45         | 38   |
| 1966  | класс «Б»            | 3 зона РСФСР        | 1     | 34  | 18       | 11    | 5         | 66-31         | 47   |
| 1966  | класс «Б»            | РСФСР, полуфинал    | 2     | 4   | 2        | 1     | 1         | 3-1           | 5    |
| 1967  | класс «Б»            | 3 зона РСФСР        | 3     | 38  | 23       | 6     | 9         | 72-33         | 52   |
| 1967  | класс «Б»            | РСФСР, полуфинал    | 3     | 4   | 0        | 3     | 1         | 0-1           | 3    |
| 1968  | класс «А» (2 группа) | 2 подгруппа         | 10    | 38  | 15       | 8     | 15        | 28-42         | 38   |
| 1969  | класс «А» (2 группа) | 2 подгруппа, 2 зона | 1     | 22  | 11       | 7     | 4         | 32-12         | 29   |
| 1969  | класс «А» (2 группа) | 2 подгруппа, Финал  | 3     | 22  | 10       | 6     | 6         | 31-16         | 26   |

выступления в Кубке СССР
| Розыгрыш  | Стадия      | Дата       | Место матча    | Соперник                     | Счет       | Зрителей |
| --------- | ----------- | ---------- | -------------- | ---------------------------- | ---------- | -------- |
| 1963      | 1/1024      | 02.05.1963 | Оренбург       | Локомотив (Оренбург)         | 1:2        | 8000     |
| 1964      | 1/1024      | 26.04.1963 | Волжский       | Энергия (Волжский)           | 1:2        | 7000     |
| 1965/1966 | 1/1024      | 25.04.1965 | Пенза          | Труд (Пенза)                 | 2:0        |          |
| 1965/1966 | 1/512       | 06.05.1965 | Куйбышев       | Нефтяник (Сызрань)           | 1:0        | 4000     |
| 1965/1966 | 1/256       | 02.09.1965 | Куйбышев       | Спартак (Белгород)           | 3:1        | 4000     |
| 1965/1966 | 1/128       | 27.10.1965 | Таганрог       | Торпедо (Таганрог)           | 1:2        | 1000     |
| 1966/1967 | 1/2048      | 27.04.1966 | Сумгаит        | Полад (Сумгаит)              | 1:1 (д.в.) |          |
| 1966/1967 | переигровка | 28.04.1966 | Сумгаит        | Полад (Сумгаит)              | 0:3        |          |
| 1967/1968 | 1/2048      | 11.05.1967 | Сызрань        | Тяжмаш (Сызрань)             | 0:1        |          |
| 1967/1968 | 1/128       | 04.04.1968 | Ростов-на-Дону | Ростсельмаш (Ростов-на-Дону) | 0:1        | 18 000   |
| 1969      | 1/128       | 24.04.1969 | Ульяновск      | Волга (Ульяновск)            | 0:1        |          |

В розыгрыше Кубка СССР по футболу 1967/1968 команды второй группы класса «А» начали участие в кубковых играх со 2-го этапа (1/128 финала), но так как вторая группа класса «А» получила в 1968 году пополнение за счёт команд класса «Б», то получилось, что несколько команд стартовали в кубке дважды — первый раз в 1967 году в зональных соревнованиях команд класса «Б», второй раз в 1968 году как участники первенства СССР из второй группы класса «А», в том числе и «Металлург» (Куйбышев).
все тренеры команды
- Бурмистров, Пётр Петрович — (1954—1964)
- Новиков, Фёдор Сергеевич — (1965—1968)
- Фёдоров, Альфред Павлович — (1968—1969)

бомбардиры команды
| №. | Нац.      | Позиция | Игрок              | Всего | Всего | класс «А» | класс «А» | класс «Б» | класс «Б» | Кубок страны | Кубок страны |
| №. | Нац.      | Позиция | Игрок              | Игры  | Голы  | Игры      | Голы      | Игры      | Голы      | Игры         | Голы         |
| -- | --------- | ------- | ------------------ | ----- | ----- | --------- | --------- | --------- | --------- | ------------ | ------------ |
| 1  | Флаг СССР | Нап     | Виктор Максимов    | 63    | 45    | 0         | 0         | 58        | 44        | 5            | 1            |
| 2  | Флаг СССР | Нап     | Анатолий Тыряткин  | 74    | 31    | 34        | 5         | 35        | 24        | 5            | 2            |
| 3  | Флаг СССР | Нап     | Анатолий Чудинов   | 1     | 18    | 0         | 0         | 1         | 18        | -            | -            |
| 4  | Флаг СССР | Нап     | Анатолий Каменев   | 64    | 18    | 0         | 0         | 61        | 17        | 3            | 1            |
| 5  | Флаг СССР | Нап     | Вячеслав Жуковский | 73    | 18    | 0         | 0         | 67        | 15        | 6            | 3            |
| 6  | Флаг СССР | Нап     | Арон Гирсон        | 11    | 17    | 0         | 0         | 11        | 17        | -            | -            |
| 7  | Флаг СССР | Нап     | Александр Воронин  | 45    | 15    | 45        | 15        | -         | -         | -            | -            |
| 8  | Флаг СССР | Нап     | Анатолий Кикин     | 52    | 12    | 20        | 4         | 32        | 8         | -            | -            |
| 9  | Флаг СССР | Нап     | Юрий Юткин         | 50    | 12    | 49        | 12        | 0         | 0         | 1            | 0            |

Полный список игроков клуба «Металлург» (Куйбышев), о которых есть статьи в Википедии, см. здесь.
прочие достижения
- Самая крупная победа: 8:1 над «Химиком» (Балаково) в 1966  и 7:0 – над «Ураланом» (Элиста) в 1967
- Самый крупный счёт: победа 8:3 – над «Ураланом» (Элиста) в 1967
- Самое крупное поражение – 1:6 от сызранского «Нефтяника» в 1965
- за 7 сезонов за «Металлург» сыграли 72 футболиста

все хет-трики «Металлурга»
- - 22.07.66 Анатолий Чудинов в ворота «Спартака» (Тамбов) (5:2)
  - 18.09.66 Арон Гирсон в ворота «Химика» (Балаково) (8:1)
  - 14.06.67 Николай Никульников в ворота «Тяжмаш» (Сызрань) (4:2)
  - 11.08.67 Виталий Чуваев в ворота «Химика» (Балаково) (3:0)
  - 01.07.67 Виктор Максимов в ворота «Уралан» (Элиста) (7:0)
  - 26.09.67 Виктор Максимов в ворота «Уралан» (Элиста) (8:3)
  - 04.08.69 Александр Воронин в ворота «Зенита» (Ижевск) (4:1)